# Koen Dillen (1964)
Koenraad Francine Gaston (Koen) Dillen (Mortsel, 6 november 1964) is een Belgisch auteur en voormalig politicus van het Vlaams Blok en diens opvolger Vlaams Belang.

## Levensloop
Hij is de zoon van Vlaams Blok-stichter Karel Dillen en de broer van Marijke Dillen. Tijdens zijn studentenjaren was hij actief bij de Nationalistische Studentenvereniging (NSV). Hij is van opleiding licentiaat vertaler Frans-Duits, een diploma dat hij in 1987 behaalde aan de Katholieke Vlaamse Hogeschool in Antwerpen. In de periode 1989 tot 1990 was hij aan de slag als leraar Frans, vervolgens was hij van 1990 tot 1992 accountmanager bij Rank Xerox. In 1992 werd hij bestuurssecretaris bij het Belgisch parlement, een functie die hij uitoefende tot 1994. Hierop aansluitend was hij tot 2003 aan de slag als Europees ambtenaar. 

### Politiek
Bij de lokale verkiezingen van 2000 werd hij verkozen tot gemeenteraadslid te Antwerpen, een mandaat dat hij uitoefende tot 2005. 
Tussen 2003 en 2009 zetelde hij in het Europees Parlement voor het Vlaams Belang (in de fractie Identiteit, Traditie en Soevereiniteit). Hij was in 2003-2004 lid van de commissie vrijheden en rechten van de burger, justitie en binnenlandse zaken en plaatsvervanger in de commissie landbouw en plattelandsontwikkeling en in 2004-2009 lid van de Commissie ontwikkelingssamenwerking en van de Delegatie in de Paritaire Parlementaire Vergadering ACS-EU. Hij was plaatsvervanger in de Commissie burgerlijke vrijheden, justitie en binnenlandse zaken (2004-2009) en de subcommissie Mensenrechten (2004-2007) en in 2007 plaatsvervangend lid de delegatie in de parlementaire samenwerkingscommissie EU-Moldavië. 
In 2005 ontstond ophef toen De Morgen onthulde dat Dillen op 11 juli 1992 in Spanje een bezoek heeft gebracht aan Léon Degrelle, de leider van de Belgische fascistische beweging Rex die tijdens de Tweede Wereldoorlog collaboreerde met nazi-Duitsland.
In 2009 werd hij gemeenteraadslid te Schoten ter vervanging van Marie-Rose Morel, een mandaat dat hij uitoefende tot 2012.
Op 1 juli 2011 stapte Dillen uit het Vlaams Belang uit onvrede met de gevoerde politiek van de partijtop, die het Vlaams Belang in een isolement hield. Hierbij stoorde hij zich onder meer aan de manier waarop Marie-Rose Morel, boegbeeld van de meer gematigde strekking binnen de partij, op een zijspoor werd gezet en het verwijderen van de Gentse Belfortgroep, die ook een gematigdere koers voorstond, uit de partij. Dillen volgde zo het voorbeeld van oud-Vlaams Belang-partijvoorzitter Frank Vanhecke en kopstuk Francis Van den Eynde.
In 2014 ging hij werken bij de Europa van Vrijheid en Directe Democratie-fractie in het Europees Parlement, als geaccrediteerd medewerker voor het Franse Europarlementslid Joëlle Bergeron. Hij oefende deze functie uit tot in 2019.

### Publicist
Omdat Dillen er naar eigen zeggen als Vlaams Belanger niet in slaagde om zijn boeken onder eigen naam gepubliceerd te krijgen bij de traditionele uitgeverijen zag hij zich in genoodzaakt om een pseudoniem aan te nemen. In 2007 verscheen bij de Nederlandse uitgeverij Aspekt een boek over Nicolas Sarkozy, geschreven onder het pseudoniem Maarten van der Roest. Een jaar later bracht hij onder de schuilnaam Vincent Gounod een biografie van François Mitterrand uit. Ondanks de lovende recensies in onder meer NRC Boeken en het Nederlandse weekblad De Groene Amsterdammer en op radio Klara, werd het boek toch geweerd door de linkse Antwerpse boekhandel De Groene Waterman. Hoewel De Groene Waterman formeel ontkende de Mitterrand-biografie letterlijk uit de rekken te hebben gehaald maar wel aangaf 'Vincent Gounod' niet meer te willen, kloeg Dillen op 4 april 2009 in een open brief aan de boekhandel de "censuur en hedendaagse boekverbrandingen" in Vlaanderen aan. Koen Dillen kon daarbij rekenen op de steun van Johan Sanctorum, Benno Barnard en een aantal andere "échte vrije Vlaamse intellectuelen" (onder wie Ludo Abicht, Saskia De Coster, Jef Turf en Geert van Istendael) die in een petitie de "feitelijke toestand van censuur" hekelden.
Tot 2011 verzorgde Koen Dillen twintig jaar lang wekelijks een rubriek over Frankrijk in het weekblad 't Pallieterke. Dillen stopte de samenwerking toen Johan Sanctorum, eveneens medewerker van het weekblad, in Edegem de nieuwe debatclub Res Publica oprichtte. Dillen was toen al vele jaren, vanaf 1991, voorzitter van de reeds bestaande Vlaamsnationale Debatclub die op dezelfde plaats in Edegem plaatsvond. Bovendien verschenen in 't Pallieterke een aantal artikelen van Johan Sanctorum die, volgens Dillen, de door de partijraad ontslagen dissidente Gentse Belfortgroep (onder leiding van Francis Van den Eynde), ten onrechte in een kwaad daglicht stelde. Sinds 2017 is Dillen actief als auteur bij de Vlaamsgezinde opiniesite Doorbraak.be, waar hij publiceert over de Franse politiek en samenleving.